# Investissement thématique
L'investissement thématique est une forme d'investissement qui a pour but d'identifier des tendances à un niveau macroéconomique, et les investissements sous-jacents avantageux qui peuvent découler de la matérialisation de ces tendances. L'investissement thématique vise ainsi à saisir les opportunités liées aux mégatendances susceptibles de façonner l'économie mondiale dans les décennies à venir.

## Définition
En 2013, le Financial Times cherche à définir l'investissement thématique : selon le journal, malgré une signification parfois fluctuante, le terme est utilisé en gestion d'actifs pour désigner une approche d'investissement construite autour de tendances macroéconomiques fortes, permettant de construire un portefeuille d'investissement composé d'entreprises bien placées pour profiter de ces tendances. Le journal donne la parole à plusieurs professionnels pour compléter cette définition. Frances Hudson, stratégiste en gestion diversifiée chez Standard Life Aberdeen, souligne qu'« il s'agit principalement d'investissements en actions ». Un autre gérant souligne que l'investissement thématique reste un concept assez récent et que cette approche présente l'avantage, pour les investisseurs, de réduire leur univers d'investissement en se concentrant sur certaines tendances. Jan Luthman (Liontrust) ajoute que « Les thèmes majeurs comme la mondialisation, le vieillissement de la population et les changements environnementaux ont des implications substantielles pour l'économie et les entreprises. Construire un portefeuille capable de s'adapter à ces tendances (...) permet de naviguer avec le vent en poupe ; l'ignorance ou la mauvaise interprétation de ces thèmes peut condamner un fonds à naviguer en eaux troubles ou à contre-courant ».
En France, un travail de définition relatif à l'investissement thématique est réalisé en 2022 par Galilee Asset Management à l'occasion de la publication d'un livre blanc consacré à ce sujet,. La société de gestion souligne que les notions d'investissement thématique et de fonds thématiques ne sont « pas délimitées juridiquement par la règlementation en vigueur » et que « les sociétés de gestion de portefeuille ont tendance à utiliser le terme de gestion thématique de manière non uniformisée, en fonction de critères assez hétéroclites ». Afin de définir un dénominateur commun à toutes les thématiques, la société souligne toutefois que l'investissement thématique repose nécessairement sur des mégatendances et qu'« une thématique doit impérativement être à la fois structurelle, internationale et transversale ». En ce sens, « un investisseur thématique ne doit pas se poser de question sur le bien-fondé du modèle économique de la thématique qu'il a sélectionnée, ni sur ses fondamentaux, au minimum pour les 20 prochaines années ». Galilee Asset Management indique également que « pour être un élément structurant du monde de demain », les thématiques « se doivent d'avoir une portée internationale » et qu'une thématique « regroupe en réalité des sociétés dans plusieurs secteurs, dont le chiffre d'affaires est réalisé grâce à la même origine/cause », impliquant qu'« une thématique est donc par essence multi-sectorielle ». Cette approche a tendance à « rendre concrets les placements financiers pour les investisseurs, qu’ils soient particuliers ou institutionnels, car ils appréhendent plus facilement le sens donné à leur allocation d'actifs ». Plus généralement, la société souligne que « l'investissement thématique comporte plusieurs écueils à éviter » et identifie ainsi sept « règles d'or » associées à l'investissement thématique :
1. Ne pas confondre investissement thématique et investissement sectoriel ;
2. Ne pas confondre une thématique et un segment de marché ;
3. Ne pas confondre perspectives économiques et potentiel boursier d’une thématique ;
4. Ne pas croire que l'ESG est une thématique ;
5. Une thématique doit forcément découler d’une ou plusieurs mégatendances ;
6. Une thématique doit obligatoirement être structurelle, internationale et transversale ;
7. Ne pas faire une allocation thématique sans avoir de métriques spécifiques.

## Caractéristiques
L'investissement thématique se caractérise par la sélection d'entreprises liées à un même thème, couvrant plusieurs secteurs à la fois. Ainsi, une société de gestion choisissant d'investir sur le thème de la médecine du futur peut investir à la fois dans des compagnies pharmaceutiques, des centres de soin, des fabricants d'équipements chirurgicaux et des compagnies du secteur technologique liées aux enjeux médicaux.
L'investissement thématique implique donc la création d'un portefeuille rassemblement un ensemble d'entreprises impliquées dans un même domaine, dont on prévoit une rentabilité supérieure à celle de la moyenne du marché sur le long terme. Les thèmes sont fondés sur une mégatendance, comme par exemple le vieillissement des populations, la révolution digitale ou l'émergence de la classe moyenne dans certains pays.
L'investissement thématique peut également faire l'objet de critiques ou de mises en garde. Selon le site « Café de la bouse », la concentration des investissements autour d'une même thématique, tout en étant potentiellement porteuse à long terme, implique également une plus grande prise de risques si cette thématique s'avère moins pertinente que prévu.  Dans son livre blanc publié en 2022, Galilee Asset Management met également en garde contre « les fonds qui se parent d'un habillage thématique purement marketing pour profiter de l'intérêt des investisseurs » sans adopter une méthodologie suffisamment rigoureuse.

## Domaines clés
Une liste non-exhaustive des domaines clés pour l'investissement thématique :
- Développement durable et activités associées[9]
- Evolutions démographiques[9]
- Intelligence artificielle[10]
- Robotique et automatisation[11]
- Santé et bien-être[9]
- Médecine du futur[2]
- Nutrition[9]
- Education[9]
- Distribution et traitement de l'eau
- Ressources naturelles rares
- Infrastructures
- Sécurité informatique[12]
- Gaming (jeu vidéo) et métavers[13]
- Luxe et « lifestyle »[2],[14]

## Accès des investisseurs et mesure de l’investissement thématique
Les investisseurs peuvent accéder à l'investissement thématique sur les plateformes de trading social ; par exemple, les fonctions Copyportfolio y copy trading d'eToro permet aux investisseurs de recopier les portfolios de grandes banques et d'institutions financières,. En novembre 2018, la valeur totale des actifs thématiques des fonds négocié en bourse (ETFs) en Europe est inférieure à 7€ milliards. 73% des actifs thématiques ETF sont détenus par les cinq ETF les plus grandes. Les deux ETF les plus importants, iShares Automation & Robotics ETF (RBOT) et L&G ROBO Global Robotics and Automation ETF (ROBO), représentent presque la moitié de la valeur totale.
En novembre 2018, la Investment Association au Royaume-Uni a proposé d’inclure les ETFs, ainsi que les EFTs thématiques, dans ses secteurs.